# Cucujidae
Los cucújidos (Cucujidae), conocidos en inglés como flat bark beetles (escarabajos planos de la corteza), son una familia de coleópteros polífagos de disribución casi cosmopolita (excepto África y Antárctica) que viven  bajo la corteza muerta de los árboles. La familia se compone de alrededor de 40 especies en cuatro géneros.

## Características
Tienen el cuerpo alargado, con una longitud de 6 a 25 mm. La mayoría son de color marrón, mientras que otros son de color negro, rojo o amarillo. La cabeza es de forma triangular, con antenas filiformes y grandes mandíbulas . El pronoto es más estrecho que la cabeza. Las cavidades coxales están abiertas por detrás. Tarsos lobulados por debajo. 

## Historia natural
Los cucújidos son omnívoros y tanto las larvas como los adultos viven debajo de la corteza de los árboles, en las galerías de los insectos xilófagos y en los troncos muertos enmohecidos aprovechando sustancias de origen vegetal o animal. Algunos son depredadores de larvas y ninfas de otros pequeños insectos y otros atacan productos alimenticios almacenados, causando daños en los mismos.

## Taxonomía
Los cucújidos incluyen los siguientes géneros:
- Cucujus Fabricius - 14 especies y subespecies distribuidas en la región Holártica.
- Palaestes Perty, 8 especies; región Neotropical.
- Pediacus Shuckard, 31 especies, principalmente holárticas, pero extendiéndose en las regiones Neotropical y Australiana.
- Platisus Erichson, 5 especies; Australia y Nueva Zelanda.